# 宋勰
宋勰（1989年6月1日—），出生于湖北省武汉市，足球运动员。司职後衛。目前效力于中甲球队新疆天山雪豹。
2009年，宋勰代表湖北队参加了第十一届运动会的足球比赛。2009年加入新成立的湖北绿茵俱乐部（现武汉卓尔）参加中乙联赛同年随队升级。2012年加盟中乙球队湖北华凯尔（现新疆天山雪豹队）同年升入中甲联赛。
宋勰防守凶悍，曾多次造成暴力犯规收到处罚。2011年中甲湖北对阵天津松江，宋勰恶意肘击松江队员于睿，后者眉骨被打破，血流满面。足协定性宋勰的行为为恶意犯规，被处以停赛6场，罚款3万的处罚。2016年中甲联赛新疆天山雪豹主场对阵青岛黄海的比赛中，宋勰在一次防守中双脚离地飞踹黄海队外援高梵的膝盖。这次犯规仅拿了一张黄牌，也引发黄海队员集体不满。赛后被足协禁赛三场，并罚款1万5千元。